# NGC 2928
NGC 2928 (również PGC 27380) – galaktyka spiralna z poprzeczką znajdująca się w gwiazdozbiorze Lwa. Odkrył ją Albert Marth 1 kwietnia 1864 roku.